# Beau Hoopman
Beau Hoopman (ur. 1 października 1980 w Sheboygan Falls) – amerykański wioślarz, brązowy medalista w wioślarskiej ósemce podczas Letnich Igrzysk Olimpijskich w Pekinie.

## Osiągnięcia
- Mistrzostwa Świata – Sewilla 2002 – czwórka bez sternika – 12. miejsce[1].
- Igrzyska Olimpijskie – Ateny 2004 – ósemka – 1. miejsce[1].
- Mistrzostwa Świata – Gifu 2005 – ósemka – 1. miejsce[1].
- Mistrzostwa Świata – Gifu 2005 – czwórka bez sternika – 5. miejsce[1].
- Mistrzostwa Świata – Eton 2006 – ósemka – 3. miejsce[1].
- Mistrzostwa Świata – Monachium 2007 – czwórka bez sternika – 8. miejsce[1].
- Igrzyska Olimpijskie – Pekin 2008 – ósemka – 3. miejsce[1].
- Mistrzostwa Świata – Poznań 2009 – ósemka – 9. miejsce[1].